# Edmund Leser (Mediziner)

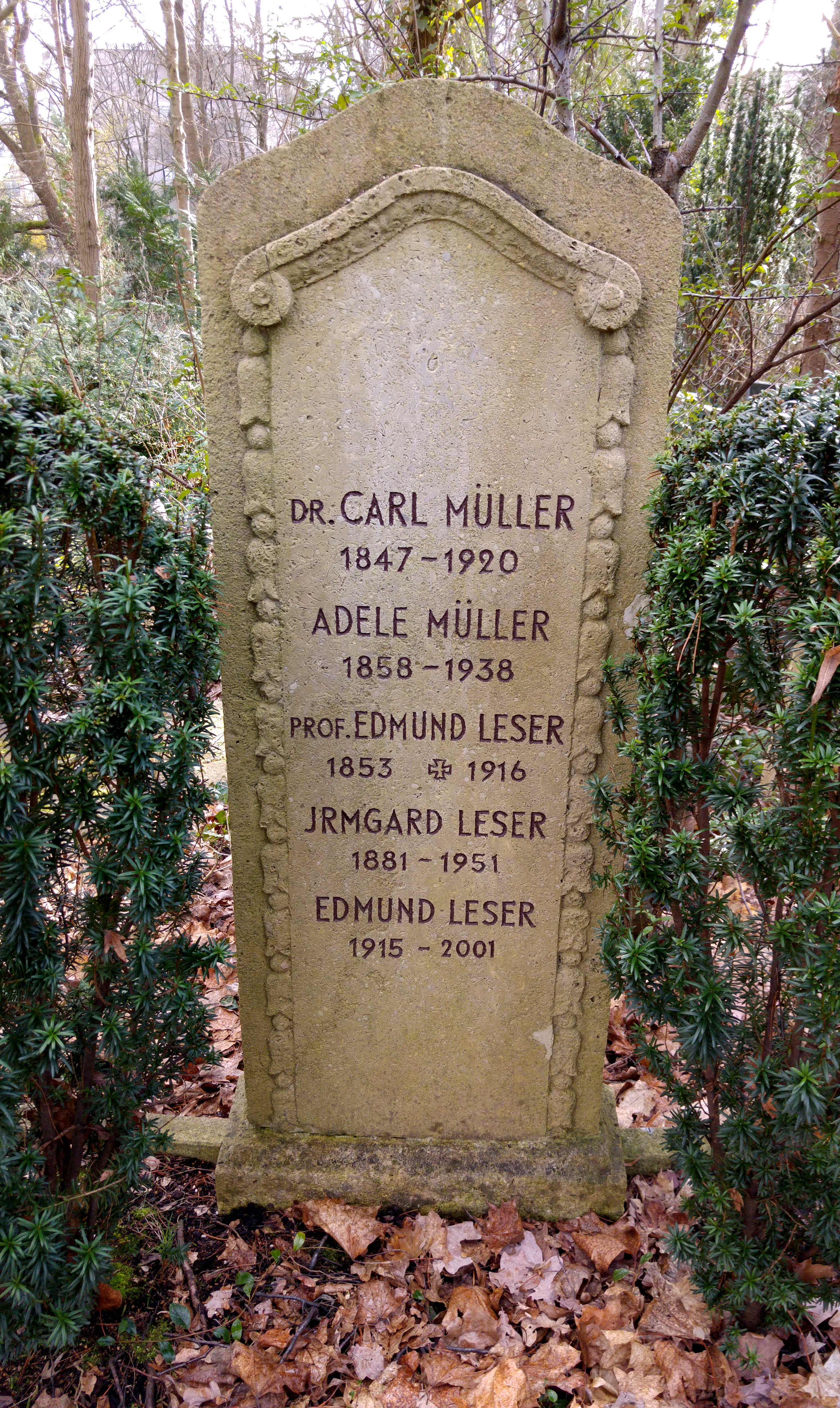
Grabstelle auf dem Städtischen Friedhof Berlin-Steglitz, Bergstraße

Edmund Leser (* 1. Mai 1853 in Münster; † 11. Dezember 1916 in Frankfurt am Main) war ein deutscher Mediziner und Chirurg. Er war einer der Erstbeschreiber des Leser-Trélat-Syndroms.

## Biografie
Edmund Leser nahm zunächst an der Universität Bonn ein Jurastudium auf. Ohne Abschluss zog er in den Deutsch-Französischen Krieg und blieb anschließend zunächst im Militärdienst.
Ab 1876 studierte er dann Medizin an der Universität Leipzig und wurde dort 1880 promoviert. Er wechselte dann an die Universität Halle zu Richard von Volkmann, wo er sich 1884 habilitierte. Er erhielt dort 1894 einen chirurgischen Lehrstuhl und wechselte später nach Frankfurt am Main. Im Jahr 1893 wurde er zum Mitglied der Leopoldina gewählt.